# Banschaft Drau

Drau-Banschaft

Die Banschaft Drau oder das Drau-Banat
(slowen., kroat. und serb. Dravska banovina, kyrill. Дравска бановина) war eine der neun Banschaften oder Banate des Königreichs Jugoslawien, welche am 3. Oktober 1929 gebildet wurden. Die Hauptstadt war Ljubljana. Die Banschaft umfasste etwa das heutige Slowenien, ohne die Küstengebiete, welche Jugoslawien und Slowenien nach 1945 zugesprochen bekamen. Ihren Namen bekam die Banschaft nach dem Fluss Drau.

## Geschichte
Das Drau-Banat entstand 1929 mit der Reorganisation des jugoslawischen Staates vom Königreich der Serben, Kroaten und Slowenen („SHS-Staat“) in das Königreich Jugoslawien unter Alexander I. und umfasste 15.936 km². Anders als bei den Bosniaken, Kroaten und Serben, deren ethnisches Siedlungsgebiet nicht den Grenzen der Banschaften entsprach (was vor allem für die Bosniaken galt, während kroatische Politiker kritisierten, die Grenzen der Banschaften würden das serbische Siedlungsgebiet und damit die Position der Serben bevorzugen), bekamen die Slowenen eine Banschaft bestehend aus dem früheren altösterreichischen Kronland Krain, der Untersteiermark, sowie den 1918 gleichfalls an den SHS-Staat gefallenen Teilen Unterkärntens. Da seine Ausdehnung dem slowenischen Siedlungsgebiet im Königreich Jugoslawien entsprach, galt das Drau-Banat bereits als die „slowenische Banschaft“. Mit der Gründung der autonomen „kroatischen Banschaft“ 1939 war geplant, Jugoslawien in drei föderative Einheiten zu gliedern, bestehend aus einer slowenischen, einer kroatischen und einer serbischen Banschaft. Das Drau-Banat sollte damit zur „slowenischen Banschaft“ werden. Nach dem deutschen Balkanfeldzug und der Kapitulation Jugoslawiens 1941 wurde das Drau-Banat zwischen Nazi-Deutschland, Mussolinis Italien und Horthys Ungarn aufgeteilt. Nach dem Krieg wurde im kommunistischen Jugoslawien anstelle der Banschaft Drau die Sozialistische Republik Slowenien als föderale Teilrepublik der Sozialistischen Föderativen Republik Jugoslawien gegründet.

## Bevölkerung
Die Bevölkerung des Drau-Banats von 1,04 Mill. bestand fast zur Gänze aus Slowenen (92,3 %). Die größte Minderheit waren Deutschsprachige (3,9 %), Serbo-Kroatisch sprachen 1,7 %, Ungarisch 1,4 %. Mit einem Anteil von 96,6 % Katholiken war das Drau-Banat der stärkste katholische und mit einem Anteil von 0,6 % der schwächste orthodoxe Verwaltungsbezirk (Volkszählung 1921).

## Verwaltung
An der Spitze der Drau-Banschaft stand wie in allen neun Banaten ein vom König ernannter Statthalter, der Banus. Ihm zur Seite stand in Selbstverwaltungsangelegenheiten der Banschaft (banovina) ein Rat von ebenfalls ernannten ca. zwei Dutzend Mitgliedern.